# Notiosterrha triglypta
Notiosterrha triglypta là một loài bướm đêm trong họ Geometridae.